# Anotogaster kuchenbeiseri
Anotogaster kuchenbeiseri là loài chuồn chuồn trong họ Cordulegastridae. Loài này được Förster mô tả khoa học đầu tiên năm 1899.